# RKU龍ケ崎GRACE
RKUラグビー龍ケ崎GRACEは、茨城県龍ケ崎市を本拠地として活動している女子ラグビーチーム。流通経済大学の女子ラグビーチームだが社会人選手も在籍している。

## 来歴
現ヘッドコーチの井上愛美が流通経済大学ラグビー部に入部の際に女子クラブも作りたいと申し出て2011年、創部。
その後2016年、U18部門創部。
そして2020年、第6回女子選手権大会決勝で引き分けのため、横河武蔵野アルテミ・スターズと共に両チーム優勝。

## 主な在籍選手
- 須田澪奈(主将)
- 小林ちひろ(15’sリーダー・7人制女子日本代表)
- 寺内美樹(7’sリーダー)

## 主な在籍した選手
- 鈴木彩夏(女子日本代表・7人制女子日本代表)
- 鹿尾みなみ(女子日本代表)
- 永岡萌(女子日本代表)
- 川村雅未(女子日本代表)
- 内海春菜子(7人制女子日本代表)
- ンドカ・ジェニファ(女子日本代表)

## 獲得タイトル
- 全国女子ラグビーフットボール選手権大会
  - 2020年度